# Кетрени (Бакау)
Кетрени (рум. Chetreni) насеље је у Румунији у округу Бакау у општини Мотошени. Oпштина се налази на надморској висини од 232 m.

## Становништво
Према подацима из 2002. године у насељу је живело 194 становника, од којих су сви румунске националности.